# Lijst van burgemeesters van Kermt
Dit is een chronologische lijst van burgemeesters van de Belgische voormalige gemeente Kermt tot die gemeente op 1 januari 1977 fuseerde en opging in de stad Hasselt.

## Ancien régime
- François de Stockhem-Mean

## België
| periode     | naam burgemeester               | opmerking                                  |
| ----------- | ------------------------------- | ------------------------------------------ |
| 1830 - 1836 | Willem Vandebrouck (1785-1845)  | landbouwer                                 |
| 1836 - 1838 | baron Joseph De Tiège           | rentmeester, afkomstig van Luik            |
| 1839 - 1867 | Leonard Fillici (1794-1868)     | landbouwer                                 |
| 1867 - 1870 | Felix Bartholeyns (1838-1870)   | notaris, afkomstig van Sint-Joost-ten-Node |
| 1870 - 1880 | Frans Dumoulin                  |                                            |
| 1880 - 1882 | Henri Dubois                    | afkomstig van Meldert                      |
| 1883 - 1888 | Pieter Jan Bruyninx (1817-1889) | landbouwer                                 |
| 1888 - 1904 | Eugeen Smeets (1855-1925)       | rentmeester, afkomstig van Berbroek        |
| 1904 - 1936 | Jozef Droogmans (1845-1936)     | landbouwer                                 |
| 1936 - 1937 | Jan Isidoor Bielen              | landbouwer                                 |
| 1939 - 1944 | Jozef Sente (1906-1956)         | handelaar                                  |
| 1944 - 1964 | Emiel Droogmans (1912-1990)     | architect                                  |
| 1965 - 1976 | Eugeen Mees (1901-1979)         | aannemer                                   |